# 4 caporali e ½ e un colonnello tutto d'un pezzo
4 caporali e ½ e un colonnello tutto d'un pezzo è un film del 1973 diretto da Bitto Albertini.